# Sixten Jernberg
Edy Sixten Jernberg (ur. 6 lutego 1929 w Limie, zm. 14 lipca 2012 w Morze) – szwedzki biegacz narciarski, dziewięciokrotny medalista olimpijski oraz sześciokrotny medalista mistrzostw świata.

## Kariera
Międzynarodowa kariera Jernberga trwała od 1954 do 1964. Wziął udział w tym czasie w trzech igrzyskach olimpijskich. Na igrzyskach w Cortinie d’Ampezzo w 1956 zdobył złoty medal w biegu na 50 km, srebrne na 15 km i 30 km i brązowy w sztafecie 4 × 10 km. Cztery lata później, podczas igrzysk w Squaw Valley był pierwszy na 30 km, drugi na 15 km, piąty na 50 km i czwarty w sztafecie. Na igrzyskach olimpijskich w Innsbrucku zdobył złote medale na 50 km i w sztafecie 4 × 10 km, w biegu na 15 km był drugi, a na 30 km piąty. W sumie zdobył dziewięć medali olimpijskich, w tym cztery złote.
Podobne sukcesy święcił podczas mistrzostw świata w narciarstwie klasycznym. Na mistrzostwach świata w Falun w 1954 zdobył brązowy medal w sztafecie 4 × 10 km, a indywidualnie był czwarty na 30 km. Podczas mistrzostw świata w Lahti zdobył złote medale w biegu na 50 km i w sztafecie oraz brązowy na 30 km, a w biegu na 15 km był czwarty. Mistrzostwa świata w Zakopanem były ostatnimi w jego karierze. Ponownie zwyciężył w biegu na 50 km i w sztafecie, a w biegu na 30 km zajął 10. miejsce.
W 1956 otrzymał nagrodę Svenska Dagbladets guldmedalj. W 1960 został uhonorowany medalem Holmenkollen wraz ze wschodnioniemieckim skoczkiem narciarskim Helmutem Recknagelem oraz dwoma Norwegami: biegaczem narciarskim Sverre Stensheimem i dwuboistą Tormodem Knutsenem. Jernberg dwukrotnie wygrał Bieg Wazów w latach 1955 i 1960.

## Osiągnięcia

### Igrzyska olimpijskie
| Miejsce | Dzień       | Rok  | Miejscowość       | Konkurencja             | Czas biegu  | Strata      | Zwycięzca         |
| ------- | ----------- | ---- | ----------------- | ----------------------- | ----------- | ----------- | ----------------- |
| 2.      | 27 stycznia | 1956 | Cortina d’Ampezzo | 30 km stylem klasycznym | 1:44:06 h   | +14 s       | Veikko Hakulinen  |
| 2.      | 30 stycznia | 1956 | Cortina d’Ampezzo | 15 km stylem klasycznym | 49:39 min   | +35 s       | Hallgeir Brenden  |
| 1.      | 2 lutego    | 1956 | Cortina d’Ampezzo | 50 km stylem klasycznym | 2:50:27 h   | –           | –                 |
| 3.      | 4 lutego    | 1956 | Cortina d’Ampezzo | Sztafeta 4 × 10 km      | 2:15:30 h   | +2:12 min   | ZSRR              |
| 1.      | 19 lutego   | 1960 | Squaw Valley      | 30 km stylem klasycznym | 1:51:03.9 h | –           | –                 |
| 2.      | 23 lutego   | 1960 | Squaw Valley      | 15 km stylem klasycznym | 51:55.5 min | +3.1 s      | Håkon Brusveen    |
| 4.      | 25 lutego   | 1960 | Squaw Valley      | Sztafeta 4 × 10 km      | 2:08:33.5 h | +2:46.2 min | Finlandia         |
| 5.      | 27 lutego   | 1960 | Squaw Valley      | 50 km stylem klasycznym | 2:59:06.3 h | +6:11.7 min | Kalevi Hämäläinen |
| 5.      | 30 stycznia | 1964 | Innsbruck         | 30 km stylem klasycznym | 1:30:50.7 h | +1:48.9 min | Eero Mäntyranta   |
| 3.      | 2 lutego    | 1964 | Innsbruck         | 15 km stylem klasycznym | 50:54.1 min | +48.1 s     | Eero Mäntyranta   |
| 1.      | 5 lutego    | 1964 | Innsbruck         | 50 km stylem klasycznym | 2:43:52.6 h | –           | –                 |
| 1.      | 8 lutego    | 1964 | Innsbruck         | Sztafeta 4 × 10 km      | 2:18:34.6 h | –           | –                 |

### Mistrzostwa świata
| Miejsce | Dzień     | Rok  | Miejscowość | Konkurencja             | Czas biegu | Strata  | Zwycięzca         |
| ------- | --------- | ---- | ----------- | ----------------------- | ---------- | ------- | ----------------- |
| 4.      | 14 lutego | 1954 | Falun       | 30 km stylem klasycznym | 1:50:25    | +1:05   | Władimir Kuzin    |
| 6.      | 17 lutego | 1954 | Falun       | 15 km stylem klasycznym | 55:26      | +2:10   | Veikko Hakulinen  |
| 3.      | 20 lutego | 1954 | Falun       | Sztafeta 4 × 10 km      | 2:16:47    | +2:12   | Finlandia         |
| 3.      | 2 marca   | 1958 | Lahti       | 30 km stylem klasycznym | 1:40:03,0  | +41,4   | Kalevi Hämäläinen |
| 4.      | 4 marca   | 1958 | Lahti       | 15 km stylem klasycznym | 48:58,3    | +41,3   | Veikko Hakulinen  |
| 1.      | 6 marca   | 1958 | Lahti       | Sztafeta 4 × 10 km      | 2:18:15,0  | –       | –                 |
| 1.      | 8 marca   | 1958 | Lahti       | 50 km stylem klasycznym | 2:56:21,9  | –       | –                 |
| 10.     | 18 lutego | 1962 | Zakopane    | 30 km stylem klasycznym | 1:52:39,4  | +2:01,7 | Eero Mäntyranta   |
| 1.      | 22 lutego | 1962 | Zakopane    | Sztafeta 4 × 10 km      | 2:24:39,8  | –       | –                 |
| 1.      | 24 lutego | 1962 | Zakopane    | 50 km stylem klasycznym | 3:03:48,5  | –       | –                 |